# Radek Mynář
Radek Mynář (* 22. Februar 1974 in Česká Lípa, Tschechoslowakei) ist ein tschechischer Fußballspieler, der aktuell vereinslos ist.

## Vereinskarriere
Radek Mynář begann seine Profikarriere 1998 in seiner tschechischen Heimat beim Traditionsverein FC Dukla Příbram (heute 1. FK Příbram). Hier spielte er zweieinhalb Jahre, bevor er 2000 zum tschechischen Rekordmeister Sparta Prag wechselte. In seiner ersten Saison 2000/2001 lief es für Mynář hervorragend, er war Stammspieler und konnte mit Sparta Prag die Tschechische Meisterschaft gewinnen. Allerdings waren die zwei folgenden Saisons nicht mehr so erfolgreich für ihn und er wechselte 2003 zum polnischen Erstligisten Groclin Grodzisk. Hier konnte er sich auf Anhieb einen Stammplatz sichern und gewann in seiner 5-jährigen Tätigkeit bei diesem Verein, zweimal den Polnischen Pokal und zweimal den Polnischen Ligapokal. 2008 fusionierte Groclin Grodzisk mit Polonia Warschau. Seitdem spielte Radek Mynář für Polonia und war hier ein Publikumsliebling und sogar in der Saison 2008/09 und 2009/10 Kapitän. Im Sommer 2012 wurde sein auslaufender Vertrag nicht verlängert. Bisher bestritt er 84 Spiele in der tschechischen Gambrinus Liga, in denen er acht Tore erzielte und 155 Spiele in der polnischen Ekstraklasa, in denen er 5 Tore erzielte. Ebenso hat er mehrere Einsätze in der UEFA Champions League wie auch im UEFA Cup auf seinem Konto.

## Erfolge
- Tschechischer Meister (2001 mit Sparta Prag)
- Polnischer Pokalsieger (2005 und 2007 mit Groclin Grodzisk)
- Polnischer Ligapokalsieger (2007 und 2008 mit Groclin Grodzisk)